# たちばなみかみ
橘 みかみ（たちばな みかみ、4月1日 - ）は、日本の女性声優。茨城県出身。血液型はO型。

## 人物・来歴
幼児教育CDでデビュー。モットーは「棚からぼた餅」。
2004年4月から2006年2月まで、ラジオ関西の長寿アニラジ『青春ラジメニア』で、「ラジオTheアニソン館」のパーソナリティを勤めていた。
2006年2月に、たちばな りんからたちばな みかみに改名。その後橘みかみに改名。
本格的に声優デビューで3月に『ドラえもん』のゲームに出演。

## 出演作品

### アニメ
- ドラえもん～恐竜スペシャル～　（カップル・レポーター）
- キャラ丸くん（珍念）

### ラジオ
- ラジオAM神戸 青春ラジメニアラジオ・THE・アニソン館　パーソナリティー

### ゲーム
- ドラえもん のび太の恐竜2006 DS（ルル）※NDSソフト
- 龍が如く2（マチコ）
- お嬢様組曲-Sweet Concert-（西九条小雪）
- ホワイトダイアモンド2（ヒルデガルド）
- 天空age2
- がんがん走ろう！ちびっこ四駆